# Диоскор (антипапа)
Диоскор (лат. Dioscorus; ? — 14 октября 530, Рим) — римский антипапа в период 22 сентября − 14 октября 530 года.
Перед смертью папа Феликс IV, опасаясь конфликта между римской и готской фракциями духовенства, официально назвал Бонифация, которого хотел бы видеть своим преемником. Феликс уведомил о своем намерении королевский двор в Равенне и вскоре умер. Но примерно 60 из 70 римских священников, боясь влияния короля Аталариха на дела святого престола, отказались признавать Бонифация и избрали папой священника Диоскора. Однако три недели спустя он неожиданно умер.
Воспользовавшись ситуацией, Бонифаций созвал собор и представил ему декрет, в котором предавал анафеме Диоскора и потребовал повиновения от его сторонников. Впоследствии по распоряжению Агапита I этот документ был сожжен.
В 2001 году Святой Престол признал, что выбор Диоскора папой может быть признан законным.